# MHC Heesch
MHC Heesch is een Nederlandse hockeyclub uit de Noord-Brabantse plaats Heesch.
De club werd opgericht op 4 september 1985 en speelt op Sportpark De Braaken nabij HVCH. De club heeft in het seizoen 2024/2025 dames 1 spelend in de 2e klasse bondscompetitie van de KNHB. 

## (Oud-)internationals
- Roel Goossens (Utrecht)
- Toine Artz (Madurodam)